# Ca' Tiepolo
Ca' Tiepolo è una frazione del comune sparso di Porto Tolle, in provincia di Rovigo e sede municipale del comune.

## Storia
La storia della frazione è legata ai tempi della Serenissima, che concesse queste terre a facoltose famiglie veneziane, che provvidero a bonificarle e a coltivarle. Il luogo è legato anche al patriota Angelo Brunetti detto "Ciceruacchio", che combatté per la seconda Repubblica romana, alla cui caduta fuggì con Giuseppe Garibaldi per raggiungere Venezia. Ma qui venne arrestato dagli Austriaci e fucilato assieme al figlio tredicenne il 10 agosto 1849.

## Monumenti e luoghi d'interesse
- Municipio
- Palazzo Tiepolo Protti
- Palazzo Farsetti, detto "Alba"
- Monumento a Angelo Brunetti, detto "Ciceruacchio"
- Museo della bonifica di Ca' Vendramin

## Note

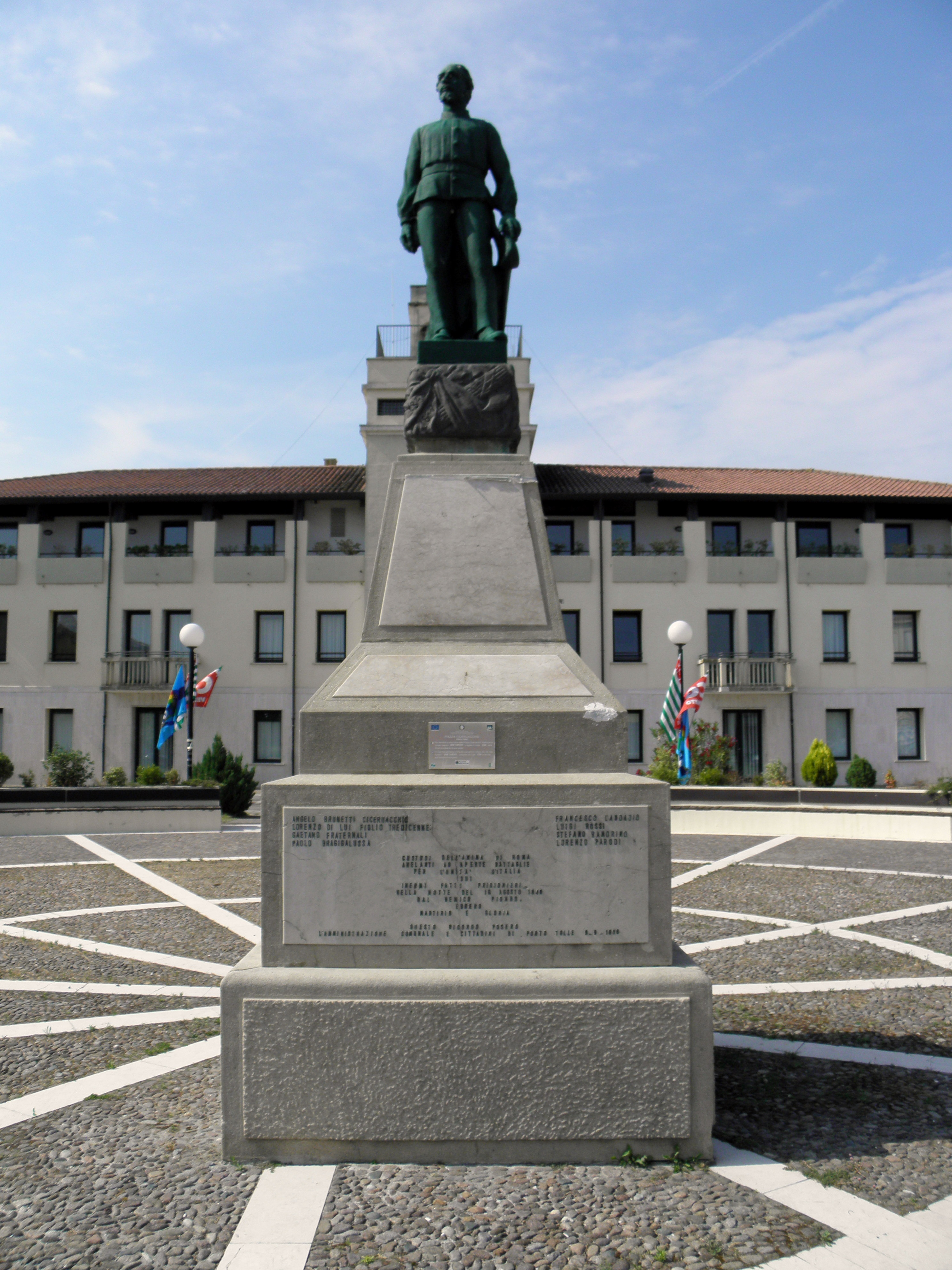
Monumento ad Angelo Brunetti